# Daniel de La Mothe Duplessis Houdancourt

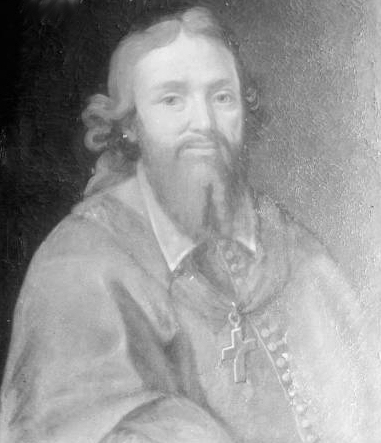

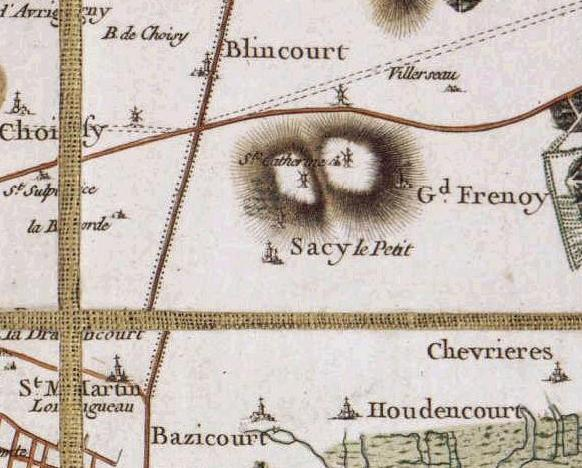
In de heerlijkheid Houdancourt werd ter ere van Daniel de la Mothe een gedenksteen geplaatst in het kerkje van Sacy-le-Petit (midden de prent)

Daniel de La Mothe Duplessis Houdancourt (Houdancourt, circa 1595 – La Rochelle, 5 maart 1628) was bisschop van Mende en graaf van Gévaudan. Hij was een hoveling van de koningin van Engeland, Henriëtta Maria, die zelf een Franse prinses was.

## Levensloop
De La Mothe was een zoon van ridder Philippes de la Mothe, heer van Houdancourt, heer van Sacy en Rucoin. De moeder van De la Mothe was Madeleine Maillard, derde vrouw van Philippes.
Tijdens en na zijn priesterstudie was hij titulair abt van het benedictijnenklooster van Souillac. Koning Lodewijk XIII benoemde hem in 1623 tot bisschop van Mende. Hij werd tot bisschop gewijd in Parijs in 1625 door de eerste aartsbisschop van Parijs, Jean-François de Gondi. In het ancien régime was de bisschopszetel van Mende verbonden met het graafschap Gévaudan. De La Mothe was dus graaf-bisschop. Hij was nauwelijks in zijn bisdom Mende. Hij verbleef aan het Engelse hof in Londen, in de hofhouding van koningin Henriëtta Maria. Deze was een Franse prinses en de zus van koning Lodewijk XIII. De Franse koning had De la Mothe opgedragen om kapelaan van zijn zus te zijn in Londen.
Om onduidelijke reden dook de la Mothe op in het beleg van La Rochelle, aan Franse zijde, niet aan Engelse zijde. Hij geraakte zwaar gewond en kon de wens uitspreken begraven te worden in La Rochelle. Hij stierf er in 1628 en, na de Franse overwinning in La Rochelle door de troepen van kardinaal de Richelieu, werd hij in La Rochelle begraven. Op het familiedomein van Houdancourt werd nadien in het kerkje van Sacy-le-Petit een gedenksteen voor hem opgericht. De tekst van de gedenksteen wordt volledig geciteerd in de Gallia Christiana en spreekt onder meer over zijn steun aan de eenzame Franse koningin in Londen te midden falsi Britannii of valse Britten. De gedenksteen toont verder zijn bisschopsmijter, zijn gravenkroon en de palm van de overwinning (van La Rochelle).